# Diòcesi
|  | No s'ha de confondre amb Diòcesi (Imperi Romà), una divisió administrativa de l'Imperi Romà. |

Una diòcesi o bisbat és un districte o territori de l'església catòlica on té, i hi exerceix jurisdicció espiritual, un prelat: arquebisbe, bisbe, etc. Les diòcesis es poden agrupar, al seu torn, en províncies eclesiàstiques, al capdavant de les quals hom hi troba una arxidiòcesi o arquebisbat.

## Les diòcesis en terres catalanoparlants
A Catalunya hi ha el bisbat d'Urgell (que abraça també el Principat d'Andorra), el bisbat de Lleida, el bisbat de Solsona, el bisbat de Vic, el bisbat de Girona, el bisbat de Tortosa (que agafa les comarques del nord del País Valencià), el bisbat de Perpinyà (antigament bisbat d'Elna, que abraça tota la Catalunya Nord), el bisbat de Terrassa (a l'alta edat mitjana bisbat d'Ègara), el bisbat de Sant Feliu, l'arquebisbat de Tarragona i l'arquebisbat de Barcelona. El de Tarragona lidera tots els bisbats catalans, llevat de Terrassa i Sant Feliu, liderats pel de Barcelona (de fet, aquests dos darrers són segregacions del de Barcelona). La Franja de Ponent estava adscrita, fins al segle xx, a diòcesis catalanes. El 1957 el Matarranya va passar del bisbat de Tortosa al bisbat de Saragossa, i el 1997 la resta de comarques franjolines van passar del bisbat de Lleida al bisbat de Barbastre-Montsó, malgrat que el bisbat de Lleida té les seves arrels a l'antic bisbat de Roda de Ribagorça.
Els bisbats d'Empúries i de Besalú tingueren una existència efímera.
A les Illes Balears hi ha el bisbat de Mallorca, el bisbat de Menorca (creat per segregació de l'anterior) i el bisbat d'Eivissa (creat per segregació del de Tarragona al segle xviii). Aquest darrer abraça les Pitiüses.
Al País Valencià hi ha el bisbat de Tortosa, el bisbat de Sogorb-Castelló (antigament bisbat de Sogorb, de menys extensió, però que va agafar la plana de Castelló del bisbat de Tortosa), l'arxidiòcesi de València i el bisbat d'Oriola-Alacant.